# Eletti al Senato della Repubblica nelle elezioni politiche italiane del 1976
Questo elenco riporta i nomi dei senatori della VII legislatura della Repubblica Italiana dopo le elezioni politiche del 1976 suddivisi per circoscrizione.
| Circoscrizione        | Lista                                         | Eletto                           | Collegio                             |
| --------------------- | --------------------------------------------- | -------------------------------- | ------------------------------------ |
| Piemonte              | Democrazia Cristiana                          | Giuseppe Miroglio                | Asti                                 |
| Piemonte              | Democrazia Cristiana                          | Giovanni Bersani                 | Cuneo - Saluzzo                      |
| Piemonte              | Democrazia Cristiana                          | Adolfo Sarti                     | Alba                                 |
| Piemonte              | Democrazia Cristiana                          | Carlo Baldi                      | Mondovì                              |
| Piemonte              | Democrazia Cristiana                          | Lucio Benaglia                   | Novara                               |
| Piemonte              | Democrazia Cristiana                          | Fausto Del Ponte                 | Verbano-Cusio-Ossola                 |
| Piemonte              | Democrazia Cristiana                          | Renzo Forma                      | Ivrea                                |
| Piemonte              | Democrazia Cristiana                          | Dionigi Coppo                    | Pinerolo                             |
| Piemonte              | Democrazia Cristiana                          | Dario Cravero                    | Torino Centro                        |
| Piemonte              | Democrazia Cristiana                          | Carlo Boggio                     | Vercelli                             |
| Piemonte              | Partito Comunista Italiano                    | Carlo Pollidoro                  | Alessandria - Tortona                |
| Piemonte              | Partito Comunista Italiano                    | Tullio Vinay                     | Casale Monferrato - Chivasso         |
| Piemonte              | Partito Comunista Italiano                    | Giuseppe Vignolo                 | Acqui Terme - Novi Ligure            |
| Piemonte              | Partito Comunista Italiano                    | Napoleone Colajanni              | Novara                               |
| Piemonte              | Partito Comunista Italiano                    | Antonio Berti                    | Susa                                 |
| Piemonte              | Partito Comunista Italiano                    | Maria Luisa Tourn Ayassot        | Torino Centro                        |
| Piemonte              | Partito Comunista Italiano                    | Ugo Pecchioli                    | Torino Dora Oltre Stura Collina      |
| Piemonte              | Partito Comunista Italiano                    | Irmo Sassone                     | Vercelli                             |
| Piemonte              | Partito Comunista Italiano                    | Carlo Galante Garrone            | Biella                               |
| Piemonte              | Partito Socialista Italiano                   | Alberto Cipellini                | Cuneo - Saluzzo                      |
| Piemonte              | Partito Socialista Italiano                   | Francesco Albertini              | Verbano-Cusio-Ossola                 |
| Piemonte              | Partito Socialista Democratico Italiano       | Luigi Buzio                      | Acqui Terme - Novi Ligure            |
| Piemonte              | Partito Repubblicano Italiano                 | Bruno Visentini                  | Torino Centro                        |
| Piemonte              | Movimento Sociale Italiano - Destra Nazionale | Armando Piche                    | Torino Centro                        |
| Piemonte              | Partito Liberale Italiano                     | Giuseppe Balbo                   | Mondovì                              |
| Lombardia             | Democrazia Cristiana                          | Angelo Castelli                  | Bergamo                              |
| Lombardia             | Democrazia Cristiana                          | Leandro Rampa                    | Clusone                              |
| Lombardia             | Democrazia Cristiana                          | Vincenzo Bombardieri             | Treviglio                            |
| Lombardia             | Democrazia Cristiana                          | Giacomo Samuele Mazzoli          | Breno                                |
| Lombardia             | Democrazia Cristiana                          | Fermo Mino Martinazzoli          | Brescia                              |
| Lombardia             | Democrazia Cristiana                          | Mario Pedini                     | Chiari                               |
| Lombardia             | Democrazia Cristiana                          | Fabiano De Zan                   | Salò                                 |
| Lombardia             | Democrazia Cristiana                          | Luigi Borghi                     | Como                                 |
| Lombardia             | Democrazia Cristiana                          | Tommaso Morlino                  | Lecco                                |
| Lombardia             | Democrazia Cristiana                          | Siro Lombardini                  | Cantù                                |
| Lombardia             | Democrazia Cristiana                          | Vincenzo Vernaschi               | Cremona                              |
| Lombardia             | Democrazia Cristiana                          | Ferdinando Truzzi                | Crema                                |
| Lombardia             | Democrazia Cristiana                          | Carlo Grazioli                   | Mantova                              |
| Lombardia             | Democrazia Cristiana                          | Luigi Noè                        | Milano I                             |
| Lombardia             | Democrazia Cristiana                          | Urbano Aletti                    | Milano IV                            |
| Lombardia             | Democrazia Cristiana                          | Vittorino Colombo                | Monza                                |
| Lombardia             | Democrazia Cristiana                          | Giovanni Marcora                 | Vimercate                            |
| Lombardia             | Democrazia Cristiana                          | Camillo Ripamonti                | Lodi                                 |
| Lombardia             | Democrazia Cristiana                          | Eugenio Tarabini                 | Sondrio                              |
| Lombardia             | Democrazia Cristiana                          | Aristide Marchetti               | Varese                               |
| Lombardia             | Democrazia Cristiana                          | Gian Pietro Emilio Rossi         | Busto Arsizio                        |
| Lombardia             | Partito Comunista Italiano                    | Giuseppe Garoli                  | Cremona                              |
| Lombardia             | Partito Comunista Italiano                    | Lelio Basso                      | Milano 6                             |
| Lombardia             | Partito Comunista Italiano                    | Tullia Romagnoli Caretto         | Mantova                              |
| Lombardia             | Partito Comunista Italiano                    | Agostino Zavattini               | Ostiglia                             |
| Lombardia             | Partito Comunista Italiano                    | Vera Squarcialupi                | Milano III                           |
| Lombardia             | Partito Comunista Italiano                    | Mario Venanzi                    | Milano V                             |
| Lombardia             | Partito Comunista Italiano                    | Ada Valeria Ruhl Bonazzola       | Abbiategrasso                        |
| Lombardia             | Partito Comunista Italiano                    | Giorgio Milani                   | Rho                                  |
| Lombardia             | Partito Comunista Italiano                    | Generoso Petrella                | Monza                                |
| Lombardia             | Partito Comunista Italiano                    | Angelo Romanò                    | Vimercate                            |
| Lombardia             | Partito Comunista Italiano                    | Rodolfo Pietro Bollini           | Lodi                                 |
| Lombardia             | Partito Comunista Italiano                    | Giovanni Bellinzona              | Voghera                              |
| Lombardia             | Partito Comunista Italiano                    | Armando Cossutta                 | Vigevano                             |
| Lombardia             | Partito Comunista Italiano                    | Renato Cebrelli                  | Pavia                                |
| Lombardia             | Partito Comunista Italiano                    | Claudio Donelli                  | Varese                               |
| Lombardia             | Partito Comunista Italiano                    | Modesto Gaetano Merzario         | Busto Arsizio                        |
| Lombardia             | Partito Socialista Italiano                   | Giacomo Carnesella               | Crema                                |
| Lombardia             | Partito Socialista Italiano                   | Renato Colombo                   | Ostiglia                             |
| Lombardia             | Partito Socialista Italiano                   | Carlo Polli                      | Milano VI                            |
| Lombardia             | Partito Socialista Italiano                   | Agostino Viviani                 | Abbiategrasso                        |
| Lombardia             | Partito Socialista Italiano                   | Bruno Luzzato Carpi              | Rho                                  |
| Lombardia             | Partito Socialista Italiano                   | Edoardo Catellani                | Sondrio                              |
| Lombardia             | Movimento Sociale Italiano - Destra Nazionale | Gastone Nencioni                 | Milano II                            |
| Lombardia             | Movimento Sociale Italiano - Destra Nazionale | Giorgio Pisanò                   | Milano III                           |
| Lombardia             | Partito Repubblicano Italiano                 | Giovanni Spadolini               | Milano IV                            |
| Lombardia             | Partito Socialista Democratico Italiano       | Egidio Ariosto                   | Salò                                 |
| Lombardia             | Partito Liberale Italiano                     | Enzo Bettiza                     | Milano I                             |
| Trentino-Alto Adige   | Democrazia Cristiana                          | Glicerio Vettori                 | Rovereto                             |
| Trentino-Alto Adige   | Democrazia Cristiana                          | Remo Segnana                     | Pergine Valsugana                    |
| Trentino-Alto Adige   | Democrazia Cristiana                          | Tarcisio Salvaterra              | Bolzano                              |
| Trentino-Alto Adige   | Südtiroler Volkspartei                        | Karl Mitterdorfer                | Merano                               |
| Trentino-Alto Adige   | Südtiroler Volkspartei                        | Peter Brugger                    | Bressanone                           |
| Trentino-Alto Adige   | Partito Comunista Italiano                    | Andrea Mascagni                  | Rovereto                             |
| Trentino-Alto Adige   | Partito Socialista Italiano                   | Livio Labor                      | Rovereto                             |
| Veneto                | Democrazia Cristiana                          | Arnaldo Colleselli               | Belluno                              |
| Veneto                | Democrazia Cristiana                          | Pietro Schiano                   | Padova                               |
| Veneto                | Democrazia Cristiana                          | Luigi Gui                        | Este                                 |
| Veneto                | Democrazia Cristiana                          | Luigi Carraro                    | Cittadella                           |
| Veneto                | Democrazia Cristiana                          | Alessandra Codazzi               | Treviso                              |
| Veneto                | Democrazia Cristiana                          | Francesco Fabbri                 | Vittorio Veneto - Montebelluna       |
| Veneto                | Democrazia Cristiana                          | Lino Innocenti                   | Conegliano Veneto - Oderzo           |
| Veneto                | Democrazia Cristiana                          | Giorgio Longo                    | Mirano                               |
| Veneto                | Democrazia Cristiana                          | Giuliano Gusso                   | San Donà di Piave                    |
| Veneto                | Democrazia Cristiana                          | Guido Gonella                    | Verona Collina                       |
| Veneto                | Democrazia Cristiana                          | Luciano Dal Falco                | Verona Pianura                       |
| Veneto                | Democrazia Cristiana                          | Renato Treu                      | Vicenza                              |
| Veneto                | Democrazia Cristiana                          | Delio Giacometti                 | Schio                                |
| Veneto                | Democrazia Cristiana                          | Onorio Cengarle                  | Bassano del Grappa                   |
| Veneto                | Partito Comunista Italiano                    | Claudio Villi                    | Padova                               |
| Veneto                | Partito Comunista Italiano                    | Emilio Pegoraro                  | Este                                 |
| Veneto                | Partito Comunista Italiano                    | Cesare Marangoni                 | Adria                                |
| Veneto                | Partito Comunista Italiano                    | Girolamo Federici                | Venezia                              |
| Veneto                | Partito Comunista Italiano                    | Giovanni Battista Carlassara     | Mirano                               |
| Veneto                | Partito Comunista Italiano                    | Nereo Vanzan                     | Chioggia                             |
| Veneto                | Partito Socialista Italiano                   | Augusto Talamona                 | San Donà di Piave                    |
| Veneto                | Partito Socialista Italiano                   | Aldo Ajello                      | Chioggia                             |
| Veneto                | Partito Socialista Democratico Italiano       | Dino Riva                        | Belluno                              |
| Friuli-Venezia Giulia | Democrazia Cristiana                          | Mario Toros                      | Cividale del Friuli                  |
| Friuli-Venezia Giulia | Democrazia Cristiana                          | Bruno Giust                      | Pordenone                            |
| Friuli-Venezia Giulia | Democrazia Cristiana                          | Claudio Beorchia                 | Tolmezzo                             |
| Friuli-Venezia Giulia | Democrazia Cristiana                          | Giuseppe Tonutti                 | Udine                                |
| Friuli-Venezia Giulia | Partito Comunista Italiano                    | Silvano Bacicchi                 | Gorizia                              |
| Friuli-Venezia Giulia | Partito Comunista Italiano                    | Gabriella Gherbez                | Trieste II                           |
| Friuli-Venezia Giulia | Partito Socialista Italiano                   | Bruno Lepre                      | Tolmezzo                             |
| Liguria               | Partito Comunista Italiano                    | Giovanni Battista Urbani         | Savona                               |
| Liguria               | Partito Comunista Italiano                    | Ettore Benassi                   | Genova I                             |
| Liguria               | Partito Comunista Italiano                    | Anna Maria Conterno Degli Abbati | Genova II                            |
| Liguria               | Partito Comunista Italiano                    | Flavio Luigi Bertone             | La Spezia                            |
| Liguria               | Democrazia Cristiana                          | Aldo Amadeo                      | Imperia                              |
| Liguria               | Democrazia Cristiana                          | Giancarlo Ruffino                | Savona                               |
| Liguria               | Democrazia Cristiana                          | Carlo Pastorino                  | Genova IV                            |
| Liguria               | Democrazia Cristiana                          | Paolo Emilio Taviani             | Chiavari                             |
| Liguria               | Partito Socialista Italiano                   | Francesco Fossa                  | Genova III                           |
| Liguria               | PLI - PRI - PSDI                              | Cesare Zappulli                  | Genova IV                            |
| Emilia-Romagna        | Partito Comunista Italiano                    | Araldo Tolomelli                 | Bologna I                            |
| Emilia-Romagna        | Partito Comunista Italiano                    | Giuseppe Branca                  | Bologna II                           |
| Emilia-Romagna        | Partito Comunista Italiano                    | Protogene Veronesi               | Bologna III - Imola                  |
| Emilia-Romagna        | Partito Comunista Italiano                    | Renata Talassi Giorgi            | Ferrara                              |
| Emilia-Romagna        | Partito Comunista Italiano                    | Mario Li Vigni                   | Portomaggiore                        |
| Emilia-Romagna        | Partito Comunista Italiano                    | Enzo Mingozzi                    | Rimini                               |
| Emilia-Romagna        | Partito Comunista Italiano                    | Giovanna Lucchi                  | Cesena                               |
| Emilia-Romagna        | Partito Comunista Italiano                    | Paolo Brezzi                     | Modena                               |
| Emilia-Romagna        | Partito Comunista Italiano                    | Arturo Colombi                   | Carpi                                |
| Emilia-Romagna        | Partito Comunista Italiano                    | Arrigo Boldrini                  | Ravenna                              |
| Emilia-Romagna        | Partito Comunista Italiano                    | Renzo Bonazzi                    | Reggio Emilia                        |
| Emilia-Romagna        | Partito Comunista Italiano                    | Alessandro Carri                 | Castelnovo ne' Monti - Sassuolo      |
| Emilia-Romagna        | Democrazia Cristiana                          | Armando Foschi                   | Rimini                               |
| Emilia-Romagna        | Democrazia Cristiana                          | Elio Assirelli                   | Forlì - Faenza                       |
| Emilia-Romagna        | Democrazia Cristiana                          | Carlo Buzzi                      | Modena                               |
| Emilia-Romagna        | Democrazia Cristiana                          | Gino Cacchioli                   | Borgotaro - Salsomaggiore            |
| Emilia-Romagna        | Democrazia Cristiana                          | Giovanni Spezia                  | Piacenza                             |
| Emilia-Romagna        | Democrazia Cristiana                          | Beniamino Andreatta              | Fiorenzuola d'Arda - Fidenza         |
| Emilia-Romagna        | Democrazia Cristiana                          | Giorgio Degola                   | Castelnovo ne' Monti - Sassuolo      |
| Emilia-Romagna        | Partito Socialista Italiano                   | Riode Finessi                    | Portomaggiore                        |
| Emilia-Romagna        | Partito Socialista Italiano                   | Fabio Fabbri                     | Borgotaro - Salsomaggiore            |
| Emilia-Romagna        | Partito Repubblicano Italiano                 | Michele Cifarelli                | Ravenna                              |
| Toscana               | Partito Comunista Italiano                    | Giorgio Bondi                    | Arezzo                               |
| Toscana               | Partito Comunista Italiano                    | Giglia Tedesco Tatò              | Montevarchi                          |
| Toscana               | Partito Comunista Italiano                    | Mario Gozzini                    | Firenze II                           |
| Toscana               | Partito Comunista Italiano                    | Evaristo Sgherri                 | Firenze III                          |
| Toscana               | Partito Comunista Italiano                    | Piero Pieralli                   | Prato                                |
| Toscana               | Partito Comunista Italiano                    | Walter Chielli                   | Grosseto                             |
| Toscana               | Partito Comunista Italiano                    | Umberto Terracini                | Livorno                              |
| Toscana               | Partito Comunista Italiano                    | Elia Lazzari                     | Volterra                             |
| Toscana               | Partito Comunista Italiano                    | Franco Calamandrei               | Pistoia                              |
| Toscana               | Partito Comunista Italiano                    | Aurelio Ciacci                   | Siena                                |
| Toscana               | Democrazia Cristiana                          | Giuseppe Bartolomei              | Arezzo                               |
| Toscana               | Democrazia Cristiana                          | Luciano Bausi                    | Firenze I                            |
| Toscana               | Democrazia Cristiana                          | Mario Santi                      | Prato                                |
| Toscana               | Democrazia Cristiana                          | Arturo Pacini                    | Lucca                                |
| Toscana               | Democrazia Cristiana                          | Alessandro Carlo Faedo           | Viareggio                            |
| Toscana               | Democrazia Cristiana                          | Alberto Del Nero                 | Massa-Carrara                        |
| Toscana               | Democrazia Cristiana                          | Giorgio Renzo Rosi               | Pistoia                              |
| Toscana               | Partito Socialista Italiano                   | Silvano Signori                  | Grosseto                             |
| Toscana               | Partito Socialista Italiano                   | Sauro Dalle Mura                 | Massa-Carrara                        |
| Toscana               | PLI - PRI - PSDI                              | Sergio Fenoaltea                 | Firenze I                            |
| Umbria                | Partito Comunista Italiano                    | Raffaele Rossi                   | Perugia II                           |
| Umbria                | Partito Comunista Italiano                    | Dario Valori                     | Città di Castello                    |
| Umbria                | Partito Comunista Italiano                    | Ezio Ottaviani                   | Terni                                |
| Umbria                | Partito Comunista Italiano                    | Luigi Silvestro Anderlini        | Orvieto                              |
| Umbria                | Democrazia Cristiana                          | Giorgio Spitella                 | Perugia I                            |
| Umbria                | Democrazia Cristiana                          | Giancarlo De Carolis             | Foligno - Spoleto                    |
| Umbria                | Partito Socialista Italiano                   | Fabio Maravalle                  | Orvieto                              |
| Marche                | Democrazia Cristiana                          | Alfredo Trifogli                 | Ancona                               |
| Marche                | Democrazia Cristiana                          | Rodolfo Tambroni Armaroli        | Macerata                             |
| Marche                | Democrazia Cristiana                          | Danilo De' Cocci                 | Fermo                                |
| Marche                | Democrazia Cristiana                          | Raffaele Girotti                 | Ascoli Piceno                        |
| Marche                | Partito Comunista Italiano                    | Cleto Boldrini                   | Jesi - Senigallia                    |
| Marche                | Partito Comunista Italiano                    | Giorgio De Sabbata               | Pesaro - Fano                        |
| Marche                | Partito Comunista Italiano                    | Pasquale Salvucci                | Urbino                               |
| Marche                | Partito Comunista Italiano                    | Gianfilippo Benedetti            | Fermo                                |
| Lazio                 | Democrazia Cristiana                          | Ignazio Vincenzo Senese          | Sora - Cassino                       |
| Lazio                 | Democrazia Cristiana                          | Mario Costa                      | Latina                               |
| Lazio                 | Democrazia Cristiana                          | Vittorio Cervone                 | Rieti                                |
| Lazio                 | Democrazia Cristiana                          | Gaetano Stammati                 | Roma I                               |
| Lazio                 | Democrazia Cristiana                          | Francesco Rebecchini             | Roma II                              |
| Lazio                 | Democrazia Cristiana                          | Benedetto Todini                 | Roma IV                              |
| Lazio                 | Democrazia Cristiana                          | Nicola Signorello                | Roma V                               |
| Lazio                 | Democrazia Cristiana                          | Franca Falcucci                  | Roma VII                             |
| Lazio                 | Democrazia Cristiana                          | Umberto Agnelli                  | Roma VIII                            |
| Lazio                 | Democrazia Cristiana                          | Onio Della Porta                 | Viterbo                              |
| Lazio                 | Partito Comunista Italiano                    | Franco Luberti                   | Latina                               |
| Lazio                 | Partito Comunista Italiano                    | Paolo Bufalini                   | Roma III                             |
| Lazio                 | Partito Comunista Italiano                    | Edoardo Romano Perna             | Roma IV                              |
| Lazio                 | Partito Comunista Italiano                    | Carlo Bernardini                 | Roma V                               |
| Lazio                 | Partito Comunista Italiano                    | Raniero La Valle                 | Roma VI                              |
| Lazio                 | Partito Comunista Italiano                    | Nino Pasti                       | Roma VII                             |
| Lazio                 | Partito Comunista Italiano                    | Roberto Maffioletti              | Velletri                             |
| Lazio                 | Partito Comunista Italiano                    | Adriano Ossicini                 | Tivoli                               |
| Lazio                 | Partito Comunista Italiano                    | Enzo Modica                      | Civitavecchia                        |
| Lazio                 | Partito Comunista Italiano                    | Sergio Pollastrelli              | Viterbo                              |
| Lazio                 | Movimento Sociale Italiano - Destra Nazionale | Mario Tedeschi                   | Roma I                               |
| Lazio                 | Movimento Sociale Italiano - Destra Nazionale | Giovanni Artieri                 | Roma V                               |
| Lazio                 | Movimento Sociale Italiano - Destra Nazionale | Michele Pazienza                 | Roma VIII                            |
| Lazio                 | Partito Socialista Italiano                   | Giacinto Minnocci                | Sora - Cassino                       |
| Lazio                 | Partito Socialista Italiano                   | Italo Viglianesi                 | Rieti                                |
| Lazio                 | Partito Repubblicano Italiano                 | Claudio Venanzetti               | Roma I                               |
| Lazio                 | Partito Socialista Democratico Italiano       | Dante Schietroma                 | Frosinone                            |
| Abruzzo               | Democrazia Cristiana                          | Adriano Bompiani                 | Chieti                               |
| Abruzzo               | Democrazia Cristiana                          | Errico D'Amico                   | Lanciano - Vasto                     |
| Abruzzo               | Democrazia Cristiana                          | Achille Accili                   | L'Aquila - Sulmona                   |
| Abruzzo               | Democrazia Cristiana                          | Giuseppe Fracassi                | Avezzano                             |
| Abruzzo               | Partito Comunista Italiano                    | Tonino Rapposelli                | Lanciano - Vasto                     |
| Abruzzo               | Partito Comunista Italiano                    | Francesco Paolo D'Angelosante    | Pescara                              |
| Abruzzo               | Partito Comunista Italiano                    | Claudio Ferrucci                 | Teramo                               |
| Molise                | Democrazia Cristiana                          | Domenico Raffaello Lombardi      | Campobasso - Isernia                 |
| Molise                | PCI - PSI                                     | Guido Albino Campopiano          | Larino                               |
| Campania              | Democrazia Cristiana                          | Nicola Mancino                   | Avellino                             |
| Campania              | Democrazia Cristiana                          | Salverino De Vito                | Sant'Angelo dei Lombardi             |
| Campania              | Democrazia Cristiana                          | Alfonso Tanga                    | Benevento - Ariano Irpino            |
| Campania              | Democrazia Cristiana                          | Cristoforo Ricci                 | Cerreto Sannita                      |
| Campania              | Democrazia Cristiana                          | Giuseppe Santonastaso            | Caserta                              |
| Campania              | Democrazia Cristiana                          | Antonio Vitale                   | Santa Maria Capua Vetere - Aversa    |
| Campania              | Democrazia Cristiana                          | Francesco Paolo Bonifacio        | Piedimonte Matese - Sessa Aurunca    |
| Campania              | Democrazia Cristiana                          | Paolo Barbi                      | Castellammare di Stabia              |
| Campania              | Democrazia Cristiana                          | Franco Alfredo Grassini          | Salerno                              |
| Campania              | Democrazia Cristiana                          | Pietro Colella                   | Nocera Inferiore                     |
| Campania              | Democrazia Cristiana                          | Mario Valiante                   | Eboli                                |
| Campania              | Democrazia Cristiana                          | Peppino Manente Comunale         | Sala Consilina - Vallo della Lucania |
| Campania              | Partito Comunista Italiano                    | Michele Iannarone                | Sant'Angelo dei Lombardi             |
| Campania              | Partito Comunista Italiano                    | Antonio Bellocchio               | Caserta                              |
| Campania              | Partito Comunista Italiano                    | Francesco Lugnano                | Santa Maria Capua Vetere - Aversa    |
| Campania              | Partito Comunista Italiano                    | Aldo Masullo                     | Napoli I                             |
| Campania              | Partito Comunista Italiano                    | Antonio Guarino                  | Napoli II                            |
| Campania              | Partito Comunista Italiano                    | Antonio Mola                     | Napoli IV                            |
| Campania              | Partito Comunista Italiano                    | Gerardo Chiaromonte              | Napoli VI                            |
| Campania              | Partito Comunista Italiano                    | Pietro Valenza                   | Afragola                             |
| Campania              | Partito Comunista Italiano                    | Carlo Fermariello                | Torre del Greco                      |
| Campania              | Partito Comunista Italiano                    | Gaetano Di Marino                | Salerno                              |
| Campania              | Movimento Sociale Italiano - Destra Nazionale | Giuseppe Basadonna               | Napoli II                            |
| Campania              | Movimento Sociale Italiano - Destra Nazionale | Domenico Manno                   | Napoli III                           |
| Campania              | Movimento Sociale Italiano - Destra Nazionale | Giovanni Gatti                   | Napoli IV                            |
| Campania              | Partito Socialista Italiano                   | Luciano Rufino                   | Sant'Angelo dei Lombardi             |
| Campania              | Partito Socialista Italiano                   | Mario Vignola                    | Eboli                                |
| Campania              | Partito Socialista Democratico Italiano       | Giosi Roccamonte                 | Sala Consilina - Vallo della Lucania |
| Campania              | Partito Repubblicano Italiano                 | Biagio Pinto                     | Sala Consilina - Vallo della Lucania |
| Puglia                | Democrazia Cristiana                          | Attilio Busseti                  | Molfetta                             |
| Puglia                | Democrazia Cristiana                          | Vito Rosa                        | Bitonto                              |
| Puglia                | Democrazia Cristiana                          | Giuseppe Giovanniello            | Altamura                             |
| Puglia                | Democrazia Cristiana                          | Pietro Mezzapesa                 | Monopoli                             |
| Puglia                | Democrazia Cristiana                          | Luigi Barbaro                    | Cerignola                            |
| Puglia                | Democrazia Cristiana                          | Giulio Orlando                   | Martina Franca                       |
| Puglia                | Democrazia Cristiana                          | Alessandro Agrimi                | Lecce                                |
| Puglia                | Democrazia Cristiana                          | Giorgio De Giuseppe              | Gallipoli - Galatina                 |
| Puglia                | Democrazia Cristiana                          | Marino Carboni                   | Tricase                              |
| Puglia                | Partito Comunista Italiano                    | Raffaele Gadaleta                | Molfetta                             |
| Puglia                | Partito Comunista Italiano                    | Michele Miraglia                 | Brindisi                             |
| Puglia                | Partito Comunista Italiano                    | Savino Vania                     | Foggia - San Severo                  |
| Puglia                | Partito Comunista Italiano                    | Domenico De Simone               | Lucera                               |
| Puglia                | Partito Comunista Italiano                    | Michele Pistillo                 | Cerignola                            |
| Puglia                | Partito Comunista Italiano                    | Antonio Romeo                    | Taranto                              |
| Puglia                | Partito Comunista Italiano                    | Domenico Cazzato                 | Martina Franca                       |
| Puglia                | Movimento Sociale Italiano - Destra Nazionale | Araldo di Crollalanza            | Bari                                 |
| Puglia                | Movimento Sociale Italiano - Destra Nazionale | Giuseppe Abbadessa               | Brindisi                             |
| Puglia                | Partito Socialista Italiano                   | Gaetano Scamarcio                | Bitonto                              |
| Puglia                | Partito Socialista Italiano                   | Salvatore De Matteis             | Tricase                              |
| Basilicata            | Democrazia Cristiana                          | Carmelo Francesco Salerno        | Tricarico                            |
| Basilicata            | Democrazia Cristiana                          | Nicola Lapenta                   | Potenza                              |
| Basilicata            | Democrazia Cristiana                          | Decio Scardaccione               | Corleto Perticara                    |
| Basilicata            | Partito Comunista Italiano                    | Angelo Ziccardi                  | Matera                               |
| Basilicata            | Partito Comunista Italiano                    | Domenico Paciello                | Potenza                              |
| Basilicata            | Partito Comunista Italiano                    | Donato Scutari                   | Melfi                                |
| Basilicata            | Partito Socialista Italiano                   | Domenico Pittella                | Lagonegro                            |
| Calabria              | Democrazia Cristiana                          | Elio Tiriolo                     | Catanzaro                            |
| Calabria              | Democrazia Cristiana                          | Antonino Murmura                 | Vibo Valentia                        |
| Calabria              | Democrazia Cristiana                          | Antonino Senese                  | Lamezia Terme                        |
| Calabria              | Democrazia Cristiana                          | Carlo Romei                      | Castrovillari - Paola                |
| Calabria              | Democrazia Cristiana                          | Francesco Smurra                 | Rossano                              |
| Calabria              | Partito Comunista Italiano                    | Luigi Tropeano                   | Catanzaro                            |
| Calabria              | Partito Comunista Italiano                    | Mario Sestito                    | Crotone                              |
| Calabria              | Partito Comunista Italiano                    | Giuseppe Vitale                  | Lamezia Terme                        |
| Calabria              | Partito Comunista Italiano                    | Umile Peluso                     | Cosenza                              |
| Calabria              | Partito Socialista Italiano                   | Sisinio Zito                     | Locri                                |
| Calabria              | Movimento Sociale Italiano - Destra Nazionale | Ciccio Franco                    | Reggio Calabria                      |
| Sicilia               | Democrazia Cristiana                          | Giovanni Silvestro Coco          | Caltanissetta                        |
| Sicilia               | Democrazia Cristiana                          | Mario Scelba                     | Acireale                             |
| Sicilia               | Democrazia Cristiana                          | Antonino Rizzo                   | Enna                                 |
| Sicilia               | Democrazia Cristiana                          | Oscar Andò                       | Messina                              |
| Sicilia               | Democrazia Cristiana                          | Carmelo Santalco                 | Barcellona Pozzo di Gotto            |
| Sicilia               | Democrazia Cristiana                          | Luigi Genovese                   | Patti                                |
| Sicilia               | Democrazia Cristiana                          | Giuseppe Avellone                | Partinico - Monreale                 |
| Sicilia               | Democrazia Cristiana                          | Paolo Bevilacqua                 | Palermo I                            |
| Sicilia               | Democrazia Cristiana                          | Giuseppe Cerami                  | Palermo II                           |
| Sicilia               | Democrazia Cristiana                          | Antonio Pecoraro                 | Corleone - Bagheria                  |
| Sicilia               | Democrazia Cristiana                          | Vincenzo Carollo                 | Termini Imerese - Cefalù             |
| Sicilia               | Partito Comunista Italiano                    | Domenico Peritore                | Agrigento                            |
| Sicilia               | Partito Comunista Italiano                    | Renato Guttuso                   | Sciacca                              |
| Sicilia               | Partito Comunista Italiano                    | Simona Mafai De Pasquale         | Piazza Armerina                      |
| Sicilia               | Partito Comunista Italiano                    | Pietro Maccarrone                | Catania II                           |
| Sicilia               | Partito Comunista Italiano                    | Salvatore Rindone                | Caltagirone                          |
| Sicilia               | Partito Comunista Italiano                    | Vito Giacalone                   | Enna                                 |
| Sicilia               | Partito Comunista Italiano                    | Emanuele Macaluso                | Ragusa                               |
| Sicilia               | Partito Comunista Italiano                    | Giovanni Giudice                 | Alcamo                               |
| Sicilia               | Movimento Sociale Italiano - Destra Nazionale | Biagio Pecorino                  | Catania I                            |
| Sicilia               | Movimento Sociale Italiano - Destra Nazionale | Antonino La Russa                | Catania II                           |
| Sicilia               | Movimento Sociale Italiano - Destra Nazionale | Uberto Bonino                    | Messina                              |
| Sicilia               | Partito Socialista Italiano                   | Domenico Segreto                 | Sciacca                              |
| Sicilia               | Partito Socialista Italiano                   | Francesco Di Nicola              | Trapani                              |
| Sicilia               | Partito Repubblicano Italiano                 | Giuseppe Ciresi                  | Termini Imerese - Cefalù             |
| Sicilia               | Partito Socialista Democratico Italiano       | Antonino Occhipinti              | Piazza Armerina                      |
| Sardegna              | Democrazia Cristiana                          | Lucio Abis                       | Oristano                             |
| Sardegna              | Democrazia Cristiana                          | Giosuè Ligios                    | Nuoro                                |
| Sardegna              | Democrazia Cristiana                          | Francesco Deriu                  | Sassari                              |
| Sardegna              | Democrazia Cristiana                          | Pietro Pala                      | Tempio - Ozieri                      |
| Sardegna              | Partito Comunista Italiano                    | Pietro Pinna                     | Oristano                             |
| Sardegna              | Partito Comunista Italiano                    | Daverio Clementino Giovannetti   | Iglesias                             |
| Sardegna              | Sinistra Indipendente                         | Mario Melis                      | Nuoro                                |
| Sardegna              | Partito Socialista Italiano                   | Giuseppe Ferralasco              | Iglesias                             |
| Valle d'Aosta         | DC - RV - UV - UVP - PRI                      | Pietro Francesco Fosson          | Aosta                                |